# Zjawisko pływowe
Zjawisko pływowe – zmiana kształtu ciała niebieskiego w wyniku zmiennego wpływu grawitacji innego ciała niebieskiego (dzięki tzw. sile pływowej). Najczęściej jest to zjawisko cykliczne, gdyż dotyczy ciał powiązanych swoimi orbitami. Może występować, gdy jedno ciało obraca się względem drugiego z inną prędkością niż prędkość obrotowa drugiego ciała wokół własnej osi, lub gdy orbita jednego ciała względem drugiego jest inna niż kolista.
Na Ziemię najwyraźniejszy wpływ ma Księżyc, a najbardziej odczuwalne jest to w zachowaniu hydrosfery pod postacią pływów morskich. Stąd na powierzchni Ziemi, w cyklu w przybliżeniu półdobowym, ma miejsce jeden cykl ruchów oceanicznych w postaci przypływu i odpływu.
Zjawiska pływowe mogą również objawiać się w postaci ruchów skał, aczkolwiek na Ziemi zjawisko to jest słabo mierzalne - ocenia się takie odkształcenia na około 30 cm. Wyraźnie przebiega ono natomiast np. na powierzchni Io – jednego z księżyców Jowisza, gdzie amplituda odkształceń powierzchni Io wynosi ok. 100 m. będąc przyczyną znacznej aktywności wulkanicznej.